# Remous (film, 1964)
Pour les articles homonymes, voir Remous.
Remous (titre original : Sodrásban) est un film hongrois réalisé en 1963 par István Gaál et sorti en 1964. Le film a reçu le Grand Prix au Festival international du film de Karlovy Vary 1964 puis le prix de la Jeune critique au Festival de Pesaro 1965.

## Synopsis
L'été dans un village au bord de la Tisza. Un groupe de jeunes gens vont s'y baigner dans une atmosphère ludique et détendue. Mais, une des jeunes filles découvre soudain qu'un des garçons a disparu. Des recherches vont être entreprises, hélas non couronnées de succès. La couleur de la vie change pour tout le monde et les adolescents apprennent le sens des responsabilités…

## Fiche technique
- Titre original : Sodrásban
- Titre français : Remous
- Réalisation, scénario et montage : István Gaál
- Photographie : Sándor Sára, noir et blanc
- Musique : Girolamo Frescobaldi, András Szőllősy
- Décors : László Simon
- Costumes : Zsuzsa Vicze
- Conception prod. : Jòzsef Romvári
- Durée : 81 min
- Pays d'origine :  Hongrie
- Année de réalisation : 1963
- Sortie en  Hongrie : 2/04/1964
- Genre : Film dramatique

## Distribution artistique
- Andrea Drahota : Vadòc
- Marianna Moòr : Böbe
- András Kozák : Luja
- Sándor Csikòs : Laci
- János Harkányi : Gabi
- Istvánné Zsipi : Anna
- Gyula Szersén : Karesz

## Commentaire
- « La beauté et l'originalité du film tiennent à son masque de sérénité et de classicisme, qui se déchire parfois pour laisser éclater, comme une réalité contenue par le rêve et le brisant, les images et les formes les plus abstraites, les lumières les plus brillantes ou les plus sombres que le cinéma ait connues de longtemps. C'est un art de la nuance, de l'évolution, puis du basculement, l'adéquation réussie d'un sujet et d'une forme, où l'idée de cinéma finit par s'effacer dans celle de poésie », juge Jean-Louis Comolli (in : Cahiers du cinéma no 169 - août 1965)
- Dans un entretien avec René Prédal pour Études cinématographiques en 1969, István Gaál confie : « Remous est fait, dans une certaine mesure, de mon admiration pour les tableaux extrêmement composés d'un Masaccio, par exemple (...) J'ai essayé d'obtenir de nombreux effets photographiques et notamment des contrastes subtils entre les séquences en extérieurs et les séquences en intérieurs. Pour les extérieurs, j'ai utilisé  de courtes focales de manière à détacher les personnages des décors : l'air circule, on a une impression d'espace, de vie. Au contraire, pour les intérieurs, j'ai tourné avec de longues focales pour obtenir une photo plate. (...) Cela donne évidemment l'effet inverse de celui des extérieurs : étouffement, raréfaction de l'air... »
- « L'espace, ailleurs la couleur ou la musique sont autant de cuirasses qui le (István Gaál) protègent d'une exposition insupportable au regard des autres. Gaál est un poète élégiaque et douloureux qui avance masqué », nous dit Jean-Pierre Jeancolas (in : Cinéma hongrois 1963-1988, Éditions du CNRS)

## István Gaál: la courbe du javelot
- « Lorsque, étant enfant, (...), au milieu des vaches en pâturage, on a organisé la compétition des athlètes du pays, j'ai été surtout saisi par la courbe que le javelot faisait quand on le jetait. Cette courbe était si fine, son mouvement si passionnant. Je n'ai jamais oublié cela... Je crois que c'est ça qui m'a donné l'idée que la tragédie humaine était pareille, (...) c'est ainsi qu'on peut l'exprimer, avec le lancement, le point mort et la chute subite de la réalisation... », rappelle István Gaál (Filmkultura, Budapest, no 1, 1966)
- Selon Yvette Biró, « le modèle de la parabole du javelot a, apparemment, décidé toute la construction de Remous. Naturellement pas au sens de suivre mécaniquement ce dessin. Ce qui est très curieux, c'est que la courbe de la tension a été composée sur "deux tons" et le rythme qui ressort de la confrontation des deux tons et de leur parallèle est remarquable. La courbe des faits - la mort subite - apporte un point culminant rapide, puis baisse graduellement pour céder la place à la méditation. (...) Des surprises nouvelles ne nous attendent plus, nous ne nous intéressons plus qu'au monde intérieur des participants de la tragédie », fait-elle remarquer. (Unité de l'univers d'István Gaál in : Études cinématographiques, n° 73/77, novembre 1969)